# Xilin Gol
| Mongolische Bezeichnung            | Mongolische Bezeichnung |
| ---------------------------------- | ----------------------- |
| Mongolische Schrift:               | ᠰᠢᠯᠢ ᠵᠢᠨ ᠭᠣᠣᠯ ᠠᠢᠢᠮᠠᠬ    |
| Transliteration:                   | sili-yin ɣoul ayimaɣ    |
| Offizielle Transkription der VRCh: | Xilin Gol               |
| Kyrillische Schrift:               | Шилийнгол аймаг         |
| ISO-Transliteration:               | Šilijngol ajmag         |
| Transkription:                     | Schilingol ajmag        |
| Chinesische Bezeichnung            |                         |
| Traditionell:                      | 錫林郭勒盟              |
| Vereinfacht:                       | 锡林郭勒盟              |
| Pinyin:                            | Xīlínguōlè Méng         |
| Wade-Giles:                        | Hsi-lin-kuo-lo Mêng     |

Lage von Xilin Gol in der Inneren Mongolei

Xilin Gol ist ein Aimag im Zentrum des Autonomen Gebiets Innere Mongolei der Volksrepublik China. Der Bund Xilin Gol hat eine Fläche von 202.580 km² und etwa 1.046.900 Einwohner (Ende 2016). Hauptstadt und Sitz der Bundesregierung ist die kreisfreie Stadt Xilin Hot. Xilin Gol grenzt im Norden auf einer Länge von 1.098 km an den Staat Mongolei, im Osten an die Städte Chifeng, Tongliao und den Bund Hinggan, im Westen an die Stadt Ulanqab und im Süden an die Städte Chengde und Zhangjiakou der Provinz Hebei.

## Administrative Gliederung
Auf Kreisebene setzt sich Xilin Gol aus zwei kreisfreien Städten, einem Kreis und neun Bannern zusammen. Diese sind:
- Stadt Xilin Hot (锡林浩特市), 15.758 km², 150.000 Einwohner;
- Stadt Eren Hot (二连浩特市), 450 km², 20.000 Einwohner;
- Kreis Duolun (多伦县), 3.773 km², 100.000 Einwohner, Hauptort: Großgemeinde Dolon Nur (多伦淖尔镇);
- Abag-Banner (阿巴嘎旗), 27.495 km², ca. 40.000 Einwohner, Hauptort: Großgemeinde Biligtai (别力古台镇);
- Linkes Sonid-Banner (苏尼特左旗), 33.469 km², ca. 30.000 Einwohner, Hauptort: Großgemeinde Mandalt (满都拉图镇);
- Rechtes Sonid-Banner (苏尼特右旗), 26.700 km², ca. 70.000 Einwohner, Hauptort: Großgemeinde Saihan Tal (赛汉塔拉镇);
- Östliches Ujimqin-Banner (东乌珠穆沁旗), 47.554 km², ca. 70.000 Einwohner, Hauptort: Großgemeinde Ulyastai (乌里雅斯太镇);
- Westliches Ujimqin-Banner (西乌珠穆沁旗), 22.960 km², ca. 70.000 Einwohner, Hauptort: Großgemeinde Balgar Gol (巴拉嘎尔高勒镇);
- Taipusi-Banner (太仆寺旗), 3.415 km², ca. 200.000 Einwohner, Hauptort: Großgemeinde Baochang (宝昌镇);
- Xianghuang-Banner (镶黄旗 = Gefaßtes Gelbes Banner), 4.960 km², ca. 30.000 Einwohner, Hauptort: Großgemeinde Xin Bulag (新宝拉格镇);
- Zhengxiangbai-Banner (正镶白旗 = Reines und Gefasstes Weißes Banner), 6.083 km², ca. 70.000 Einwohner, Hauptort: Großgemeinde Mingantu (明安图镇);
- Zhenglan-Banner (正蓝旗 = Reines Blaues Banner), 9.963 km², ca. 80.000 Einwohner, Hauptort: Großgemeinde Shangdu (上都镇).

## Ethnische Gliederung der Bevölkerung des Xilin-Gol-Bundes (2000)
Beim Zensus 2000 wurden 975.168 Einwohner gezählt.
| Name des Volkes | Einwohner | Anteil  |
| --------------- | --------- | ------- |
| Han             | 651.174   | 66,78 % |
| Mongolen        | 284.995   | 29,23 % |
| Mandschu        | 26.687    | 2,74 %  |
| Hui             | 11.009    | 1,13 %  |
| Daur            | 784       | 0,08 %  |
| Sonstige        | 519       | 0,04 %  |

## Geschichte
Am Anfang der Shang-Dynastie zogen Nomadenstämme in diesen Bereich. In der Qin-Dynastie wurde Grafschaften hier gegründet, um diese Region vorübergehend zu verwalten. Als die zweite Hauptstadt war Xinlingol eine wichtige zentrale Stadt der Yuan-Dynastie.